# Hylaeus cornutus
Hylaeus cornutus är en biart som beskrevs av Curtis 1831. Hylaeus cornutus ingår i släktet citronbin, och familjen korttungebin. Inga underarter finns listade i Catalogue of Life.

## Bildgalleri

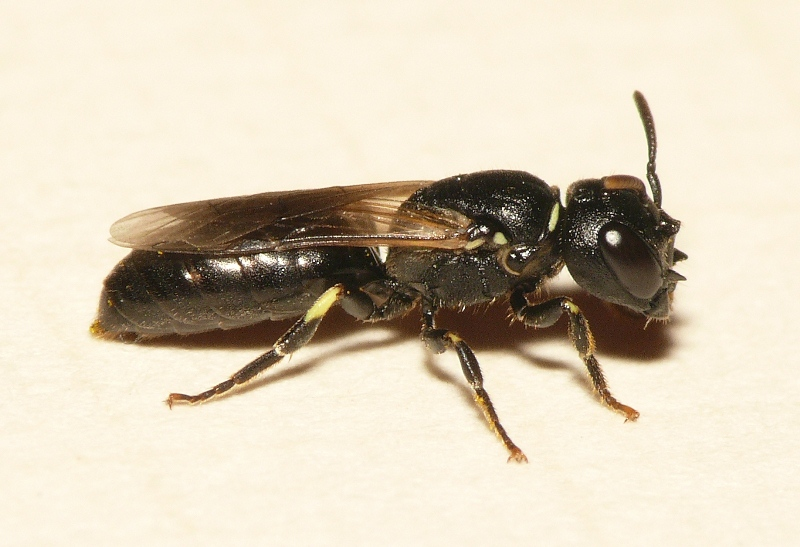
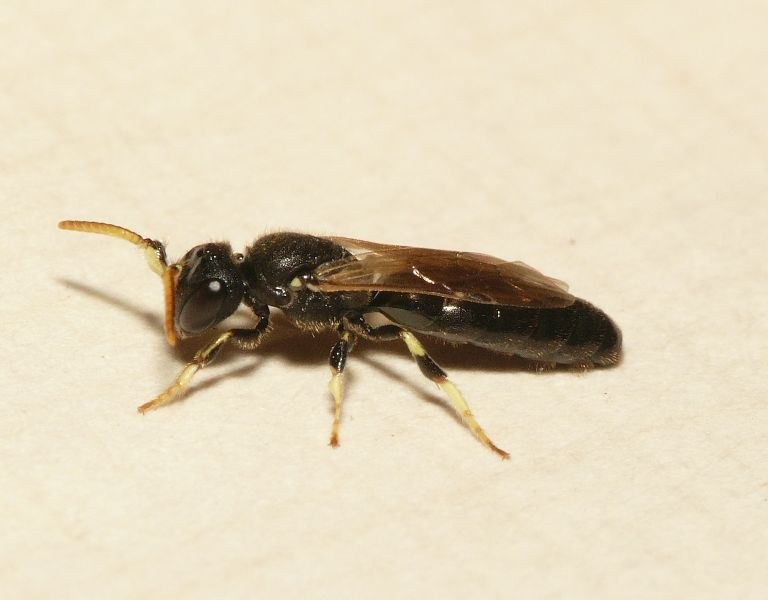